# Långtjärnen (Laxsjö socken, Jämtland, 707506-144127)
Långtjärnen är en sjö i Krokoms kommun i Jämtland och ingår i Indalsälvens huvudavrinningsområde.